# Сфинкс (порода кошек)
Канадский сфинкс — одна из нескольких бесшерстных пород кошек. При выведении породы была закреплена естественная рецессивная мутация, приводящая к отсутствию шерсти — hr.
В нынешний момент это полностью сформированная и достаточно стабильная порода с 50-летним стажем, передающая свои признаки по рецессивному типу. Порода признана всеми международными фелинологическими организациями.
Другие бесшёрстные кошки — донской сфинкс, петерболд, украинский левкой и др. — относительно молоды (около 20-30 лет) и находятся на пути становления.
Причина утраты шерстяного покрова родоначальниками этой породы, впрочем как и всех остальных пород сфинксов, неясна. Скорее всего, это связано с единичными естественными мутациями, которые впоследствии были поддержаны и сохранены в потомстве с помощью селекции. Сейчас потомство бесшёрстных родителей тоже рождается без шерсти, хотя она также может присутствовать в разном количестве на мордочке и хвосте.
Сфинксы очень ласковые и умные, но всё же их дальнейшее поведение зависит от воспитания людей. Они легко поддаются дрессировке и у них хорошая память. Сфинксы ловко прыгают, так, что даже подростки этой породы могут запрыгивать на высоту до одного метра, взрослые же особи на высоту 1,3 м. Кошки этой породы не терпят одиночества и обычно очень привязаны к хозяевам.

## О породе
По материалам Cat Fanciers' Association.
В 1966 домашняя кошка родила голого котенка в Торонто, Канаде. Это, как выяснилось, было естественной мутацией и в результате появился сфинкс — такой, каким мы его теперь знаем. Этот кот и несколько других естественно лысых котов и кошек были обнаружены во всем мире. Они и составили фонд для развития этой необычной породы. В течение больше чем тридцати лет заводчики кошек в Европе и Северной Америке скрещивали сфинксов с другими неголыми кошками (обычно с девон-рексами), а затем снова с лысыми. Цель этой селекционной работы состояла в том, чтобы создать генетически сильную кошку с большим гибридным потенциалом. При правильном разведении сфинкс — очень крепкая порода с малым количеством серьёзных заболеваний или генетических проблем.
Канадские сфинксы не полностью голые, у них существуют разные степени «лысости». Это может быть тонкий пушок, делающий кошку на ощупь напоминающей персик. Отдельные короткие волоски обычно присутствуют на носу, ушах и, иногда, на пальцах и хвосте. Сезонные и гормональные изменения могут также влиять на состояние шерсти.
Несмотря на отсутствие шерсти, у Канадских сфинксов возможны окрасы любых цветов и рисунков на любом возрастном этапе. Окрас и/или рисунок кошки видны в пигменте кожи и нескольких присутствующих волосках. Один из наиболее часто задаваемых вопросов о сфинксах: «Не мёрзнут ли они?». Ответить несложно — если вам холодно, то, вероятно, будет холодно и для безволосой кошки. Тем не менее, эти кошки достаточно умны, чтобы найти тёплое место в доме, свернувшись калачиком с собакой, кошкой или тёплым человеком.
Канадские сфинксы — это кошки среднего размера, довольно крепкие, не хрупкие. Как и у большинства других пород кошек, взрослые коты крупнее кошек. У сфинкса крепкие кости, хорошо развитые мышцы и твёрдый живот, как будто кошка только что поела. У них открытые глаза, умное выражение лица. Складки на голове, как некоторым кажется, придают обеспокоенное, пытливое выражение. Сфинксы чрезвычайно милы, очень общительны и в своих попытках привлечь внимание могут выполнять различные, но порой неуклюжие, трюки. Они обладают огромной энергией и бывают вредны, всегда хотят быть рядом с хозяином или хотя бы на виду. Сфинксам нравится человеческое внимание, но также они могут наслаждаться компанией собак и других кошек.
Из-за отсутствия шерсти, которая обычно поглощает кожное сало, сфинксы нуждаются в периодическом купании, чистке ушей и ногтей. Купать Сфинкса не сложно, так как большинство кошек ещё в котятах привыкли к мытью и прочим процедурам ухода у своих заводчиков. Некоторые люди, которые страдают от аллергии на кошек, могут без последствий держать у себя Сфинксов. Это связано с тем, что в воздухе нет шерсти, а химический реагент в их слюне ниже, чем у других пород. Регулярное купание также снижает образование перхоти. Однако, в зависимости от типа и тяжести индивидуальных аллергических реакций, далеко не все аллергики могут безболезненно переносить Сфинксов.
В Cat Fanciers Association (CFA) Сфинксы были допущены к соревнованиям в чемпионском классе в феврале 2002 года. Сейчас это одна из наиболее популярных пород.
Цены на сфинксов обычно зависят от типа, здоровья, индивидуальных особенностей и родословной, а также от происхождения, которое различается по имеющимся наградам у предков. Рекомендуется, забирать у заводчика котят в возрасте не ранее 12-16 недель, чтобы обеспечить завершение всех прививок, физического развития и социальной стабильности, необходимых для смены домашней обстановки, выставок или транспортировки. Хорошей идеей будет проверка здоровья котенка у ветеринара — до того, как вы решите его забрать. Авторитетный заводчик также предоставит результаты предыдущих проверок здоровья отца и матери котят. Котята сфинкса нуждаются в хорошем рационе с высоким содержанием белка для оптимального здоровья. Сфинксы, как и большинство кошек, имеют естественное желание царапать, поэтому следует обеспечить кошку местом, где она сможет точить когти (например, столбик-когтеточка). Царапанье — действие инстинктивное и, если его запретить, кошка испытывает чувство неудовлетворенности. CFA и Sphynx Breed Council (Совет породы сфинкс) не одобряют и не рекомендуют операцию по удалению когтей или тендонэктомии для любой кошки.

## Стандарт породы
Существует несколько вариантов стандартов породы канадский сфинкс.

### Вариант CFA[1]
Длина головы слегка больше её ширины, с выступающими скулами и отчётливым «пинчем» (линия перехода от скул к морде с заметным «перехватом»). Череп слегка округлый с плоским участком впереди ушей. Нос прямой, с лёгким или средним пальпируемым стопом (в месте перехода от лба к носу должна быть ясно выраженная «ямочка» или «ложбинка»).
Выраженные, округлые дуги скул, очерчивающие глазницы и идущие выпуклыми кривыми выше «пинча».
«Пинч» с хорошо выраженными подушечками усов. Сильный, хорошо развитый подбородок образует перпендикулярную линию с верхней губой.
Шея средней длины, округлая, хорошо мускулистая, слегка дугообразная. Допустимая сильная мускулатура у взрослых котов.
Уши от больших до очень больших. Широкие в основании, открытые и прямостоячие. Если смотреть спереди, внешний край основания уха должен совпадать с линией глаз, и их расположение не должно быть ни низким, ни слишком высоким. Внутренняя часть ушей без шерсти. Имейте в виду, если вы захотели приобрести сфинкса, то будьте готовы промывать им уши специальными средствами. Так как это слабое место этих безшёрстных кошек.
Глаза большие, формы лимона (широкие в середине и сужающиеся по краям). Посажены слегка раскосо (внешний край выше внутреннего), на одной линии с наружным краем основания уха. Широко посажены, расстояние между ними как минимум равняется размеру глаз. Цвет глаз может быть любым.
Тело средней длины, тяжелое и мускулистое, с широкой округлой грудной клеткой и полным округлым животом. Область крупа тоже округлая и мускулистая. Линия спины поднимается сразу за лопатками вследствие большей длины задних ног, что можно видеть, когда животное стоит. Тип сложения- средний
Лапы средние, пропорциональные телу. Крепкие, мускулистые, задние ноги слегка длиннее передних. Лапки- как ручки, овальной формы, с хорошо развитыми длинными суставчатыми пальчиками. Подушечки пальцев толстые, создаётся впечатление, что кошка стоит на толстых подушках.
Изящный, гибкий и длинный хвост. Длина пропорциональна телу. «Крысиный», сужающийся к концу. У некоторых особей, хвост покрыт маленькими волосинками.
Видимость бесшерстности. Короткие, нежные волоски могут присутствовать на лапках, наружной стороне ушей, хвосте и мошонке. Переносица должна быть покрыта нормальной шерстью. На остальных частях тела покров может варьироваться от полной бесшерстности до мягкого персикоподобного пуха длиной не более 2 мм. Такая текстура кожи ощущается при поглаживании, создавая впечатление замши или велюра. Кожа толстая, складчатая, особенно вокруг мордочки, между ушами и вокруг плеч. Вибриссы либо отсутствуют, либо короткие, извитые и обломанные.
Качество цвета и типа окраса трудно оценить, и это не должно влиять на судейство кошек. Белые отметины и пятна разрешаются. Признаются все окрасы, за исключением определяемых зональностью прокрашивания волоса (дым, камео, шиншилла и др.). Солнечные ванны ведут к увеличению интенсивности любых окрасов.
Недостатки: шерсть на животном больше обычного; слишком тонкое тело; хрупкое или изящное сложение; прямой профиль; узкая голова. Тип тела не должен быть подобным породе девон-рекс, корниш-рекс или ориентальной. Излишне игривый характер.
Награды не присуждаются, если у особи: крючковатый, искривлённый хвост; структурные нарушения; агрессивный характер, не позволяющий взять животное в руки для судейства.

### Вариант TICA[3]
Голова среднего размера, форма — модифицированный клин с округлыми контурами, длина головы несколько больше её ширины. Череп — слегка округлый с довольно плоской передней частью, выраженные скулы. Профиль — легкий или средний стоп на переносице. Округлая морда с отчетливо выраженными подушечками усов и сильным подбородком.
Шея средней длины, округлая и мускулистая. Слегка выгнута от линии плеч до основания черепа. Сильная, особенно у самцов.
Уши — очень большие, широкие в основании и открытые. Постав ушей прямой, они сидят не слишком низко и не слишком высоко на голове. Внутренняя часть — абсолютно без шерсти. Небольшое количество шерсти допускается с наружной стороны и у внешнего основания ушей.
Глаза — большие, округлой лимоновидной формы. Глаза должны быть вытянуты по направлению к наружному краю ушей. Расстояние между глазами слегка больше размера глаза. Цвет глаз в идеале соответствует окрасу, но зелёный и зеленовато-карий допускается.
Тело среднего размера, длина — от среднего до средне-удлиненного формата. Телосложение — среднее, с хорошо развитой мускулатурой. Грудь — широкая, может быть бочкообразной. Живот — округлый, создается впечатление, что кошка хорошо поела, но не жирный.
Хвост — гибкий и подвижный, заостренный от тела к концу (крысиный хвост), пропорциональной телу длины. Допускается львиный хвост (пучок шерсти на конце). Или по всей длине.
Лапы пропорциональны телу, сильные, мускулистые. Задние лапы слегка длиннее, чем передние, передние лапы широко поставлены. Форма лапы — овальная с длинными изящными пальцами, среднего размера. Подушечки лап — толще, чем у других пород, создающие впечатление, что кошка ходит на воздушных подушках, пальцы — очень длинные, изящные и развитые.
Покров и кожа: видимость бесшерстности. Может быть покрыта мягким тонким пухом, может иметь пучок шерсти на конце хвоста.
Текстура — замшеобразная. При поглаживании некоторых кошек может создаваться ощущение большей жесткости. Вибриссы — обломанные и короткие. Кожа очень складчатая у котят. Взрослые должны сохранять как можно больше складок, особенно на голове, хотя складчатость не должна быть столь выражена, чтобы влиять на нормальные функции кошки.
Недостатки: чересчур мелкие кошки. Слишком тонкое тело, хрупкое или изящное сложение; слишком массивное и грубое тело. Недостаток складок на голове. Прямой профиль. Узкая голова. Непослушный характер. Значительное количество шерсти выше лодыжек.
Без присуждения наград: наличие волнистой шерсти или предположение, что кошка является лысым корниш- или девон-рексом. Какие-либо следы депиляции, стрижки, выщипывания или других процедур по удалению шерсти. Агрессивность кошки, не позволяющей взять её в руки для судейства.

## Проблемы со здоровьем
Канадский сфинкс сталкивается с проблемами из-за отсутствия защитного меха, при длительном воздействии солнечного света может возникнуть рак кожи.
Отсутствие шерсти может вызвать проблемы со здоровьем у котят в первые недели жизни из-за подверженности респираторным инфекциям. Авторитетные заводчики не должны позволять своим котятам переезжать в новые дома, не достигнув 14-недельного возраста, чтобы убедиться, что котенок достаточно взрослый, чтобы справиться с новой окружающей обстановкой.

### Гипертрофическая кардиомиопатия
У породы есть случаи генетического заболевания гипертрофической кардиомиопатии (HCM). Перечень других пород домашних кошек, склонных к HCM, включает также персидскую, рэгдолл, норвежскую лесную кошку, невскую маскарадную, британскую короткошерстную и мейн-кун; однако, любая домашняя кошка, включая смешанные породы, может приобрести HCM. Проводятся исследования, чтобы понять связи в разведении и заболевании. Кошек обследуют на наличие HCM с помощью эхокардиографии (УЗИ сердца), а также дополнительными тестами, назначенными ветеринарным кардиологом, включая электрокардиограмму (ЭКГ, ЭКГ), рентгенограммы грудной клетки (рентген) и/или анализы крови.
Сфинксы имеют высокий риск сердечно-сосудистых заболеваний, как HCM или дисплазия митрального клапана. В исследовании 2012 года из 114 кошек-сфинксов было обнаружено, что у 34 % было аномальное сердце, у 16 кошек была дисплазия митрального клапана и у 23 кошек был HCM. Чаще всего это было обнаружено у кошек со средним возрастом 2,62 года. У котов заболевание присутствовало в более тяжелой форме, чем у кошек, и часто оно развивалось раньше, средний возраст 19 месяцев для котов против 29 месяцев для кошек. Поскольку распространенность генетических заболеваний сердца высока у этой породы, многие заводчики будут рекомендовать проводить УЗИ сердца на HCM.
Поскольку HCM прогрессирует в продвинутую стадию, кошки могут испытывать застойную сердечную недостаточность (CHF) или тромбоэмболию.

### Врожденный миастенический синдром
Врожденный миастенический синдром (CMS) (ранее называемый мышечной дистрофией, миопатией или спастичностью) является типом наследственного нервно-мышечного расстройства, связанного с дефицитом альфа- дистрогликана, обнаруженного у сфинксов и кошек девон-рекс, а также метисов этих пород Это условие также было описано, но редко встречается.. Кошки, пораженные CMS, проявляют генерализованную мышечную слабость и усталость, а также вентрофлексию головы и шеи, покачивание головы и выпячивание лопаток.